# Roberto Lorenzo Bottino
Roberto Lorenzo Bottino (25 de abril de 1923 - 16 de septiembre de 2005) fue presidente del club Huracán de Tres Arroyos (Argentina) de 1959 a 1960, y colaborador inagotable con este club durante toda su vida.
El estadio del club, el Roberto Lorenzo Bottino, recibe su nombre en honor a él. Posee una capacidad para 10 000 espectadores.
«Su nombre no figura por demasiados años como Presidente del Club, pero aparece indefectiblemente cada vez que se habla de fútbol de Huracán. Roberto L. Bottino ha dedicado su vida a sus dos pasiones el Fútbol y Huracán. De este modo se ha erigido como el símbolo, el emblema de fútbol Huracanofilo. De su mano el Club logró conformar equipos que enorgullecieron primero a toda la ciudad, después a todo el sur bonaerense, y hoy en día es asombran a todo su país, merced a la maravillosa historia que Huracán está escribiendo en el Nacional “B” de fútbol. Detrás de todos estos logros, detrás de tantos nombres y de tantas campañas, ha estado la mano, la ilusión, el sueño de Don Roberto. Desde los años 50 integró la Comisión Directiva del Club, ocupó la Presidencia del Globo entre 1959 y 1960 y por décadas fue el presidente de la Subcomisión de Fútbol: Como un guiño del destino nació un 25 de abril de 1923, tan solo 3 meses después de la Fundación de Huracán. En ocasión del 75 Aniversario de nuestro club, y de manera de retribuirle, aunque sea en parte, lo hecho por el Globo, fue declarado socio Honorario de la institución. Hoy Roberto continúa alentando la marcha de su Huracán, acompañándolo en la cancha, de local o de visitante, sufriendo cada derrota, gozando cada victoria. El 16 de septiembre del 2005 dejó de existir y hoy sus restos descansan en la cancha que lleva su nombre. Roberto Lorenzo Bottino un apasionado del fútbol el cual Huracán nunca dejara de agradecerle tantas alegrías regaladas.»